# Конрад Аденауер
Ко́нрад Герман Йозеф Адена́уер (нім. Konrad Hermann Joseph Adenauer; 5 січня 1876, Кельн, Прусське королівство, Німецька імперія — 19 квітня 1967, Бад-Гоннеф, Північний Рейн-Вестфалія, ФРН) — німецький політик та державний діяч, співзасновник та голова Християнсько-демократичного союзу. Перший канцлер Західної Німеччини (1949—1963). Відіграв значну роль у творенні ФРН як незалежної демократичної держави, пов'язаної із Заходом. Разом із президентом Франції де Голлем він працював над примиренням Франції та Німеччини й посиленням Західного блоку в Європі.
Починав свою політичну кар'єру у Веймарській республіці як мер Кельна (1917–1933). Через неприйняття політики Адольфа Гітлера з націонал-соціалізом був позбавлений політичних посад. Після поразки Третього Рейху у Другій світовій війні очолив партію Християнсько-демократичного союзу, після чого отримав посаду федерального канцлера та міністра закордонних справ Німеччини. Він змінив свою політику денацифікації до відновлення відносин з Францією, Великою Британією та США. Він відновлював економіку Західної Німеччини на основі ліберальної демократії.
Будучи твердим  антикомуністом, Конрад Аденауер сприяв політиці Атлантизму та відновленню позиції Західної Німеччини у світовій спільноті. Також сприяв відновленню Бундесверу та Федеральної розвідувальної служби Німеччини. Аденауер відмовлявся від дипломатичного визнання ворожої Німецької Демократичної Республіки як Східно-Німецької держави. За його каденції Німеччина вступила в НАТО. Як прихильник європейської інтеграції, він підписав Римські договори у 1957. Конрада Аденауера називають одним з батьків-засновників Європейського Союзу.

## Життєпис

### Молоді роки
Народився 5 січня 1876 в Кельні в родині секретаря міського суду. Він був третім сином у родині. Пізніше народилися ще дві сестри. Добропорядні батьки Конрада сповідували католицьку віру. Дітям передалася їхня набожність, віра та моральні цінності.
5 березня 1894 закінчив навчання в гімназії Святих апостолів у Кельні, потім навчався на юридичних факультетах університетів Фрайбурга, Мюнхена й Бонна (1894—1897). Після складання державних іспитів він працював у прокуратурі міста Кельна судовим асесором, а потім у конторі адвоката Каузена (1903—1905).
Мріяв стати нотаріусом, але вдалий шлюб змінив його плани. 20 січня 1904 одружився з Еммою Веєр, яка походила зі знатної кельнської родини. Шлюб був укладений більше за коханням, ніж за розрахунком. У чоловіка та дружини народилися два сини й дочка. Однак сімейне щастя тривало недовго — хвороба прикувала до ліжка дружину. Лікарі виявилися неспроможні. У 1916 році Емма померла. Їй було лише тридцять шість років.
Політична кар'єра Аденауера складалася вдало. У 1906 він став десятим помічником бургомістра Кельна і відав муніципальними податками та зборами. Потім його призначають першим помічником бургомістра (1910), бургомістром Кельна (1917). Кайзер Вільгельм II присвоїв йому звання обербургомістра. Муніципальні радники не помилилися у своєму виборі: Кельн перетворився у великий центр рейнської промисловості, що динамічно розвивалася. Але саме тоді Аденауер писав: «Я страшенно сумую за своєю Еммою, мені її бракує. У молоді роки я жагуче мріяв про велику кар'єру. Зараз я поважна людина, але, Боже, який я самотній…». Але самітність протривала недовго: Аденауер у 1919 одружився з дочкою знайомого лікаря, Августиною Цинссер, яка на 20 років була молодшою від нього. Народилися ще два сини та дві дочки. Вони росли й виховувалися разом з дітьми від першого шлюбу. Глава родини багато часу приділяв дітям. У родині панували взаємоповага та доброзичливість.
Перші роки перебування Аденауера на посаді кельнського бургомістра збіглися з поразкою Німеччини в Першій світовій війні та укладенням принизливого Версальського миру. Він не раз висловлював здивування: заради чого благополучна та розвинута Німеччина вплуталася в настільки масштабну та небезпечну сутичку. Аденауер працював по вісімнадцять годин на добу, організовував життя в нових умовах. Він мріяв перетворити Кельн у великий і красивий центр Рейнської області. І багато що йому вдалося.
Обербургомістр став відомою в країні фігурою. Його обрали президентом Державної ради — дорадчого органу з представників провінції в Берліні. У 1926 році Аденауеру запропонували посаду канцлера. Він відмовився, тому що не поділяв поглядів націонал-соціалізму. З приходом до влади Гітлера 13 листопада 1933 року Аденауер був зміщений з посади бургомістра Кельна. Побоюючись арешту, він переїжджав з міста в місто, поки нарешті не осів з родиною в Рендорфі — містечку, розташованому на березі Рейну, неподалік Кельна. Аденауер не приєднався до жодної антинацистської групи. Він відмовився брати участь у змові проти Гітлера, тому що не вірив в успіх.
У липні 1944, після невдалого замаху на Гітлера, Аденауера заарештували. Однак допит показав його непричетність до змови. 26 листопада 1944 його було звільнено. Перед самим кінцем війни його знову заарештували й вислали до концтабору неподалік Кельна. Старшому синові, що служив у Вермахті, вдалося домогтися звільнення батька.
Дійсна політична кар'єра Аденауера почалася після військової поразки Третього райху. У березні 1945 американський комендант Кельна запропонував Аденауеру виконувати обов'язки бургомістра. Він погодився.

### Після Другої світової війни

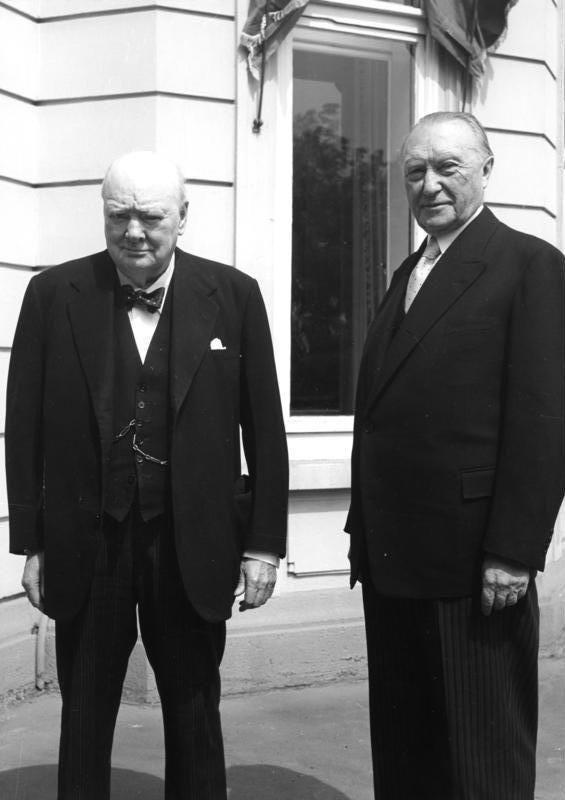
Вінстон Черчилль і Конрад Аденауер (1956)

У 1948 році на окупованій американцями, британцями та французами території Німеччини були утворені 11 західнонімецьких земель. У Бонні почала роботу Парламентська рада, президентом якої обрали Аденауера, як голову й одного із засновників Християнсько-демократичного союзу (ХДС). Християнський світогляд, орієнтація на західні духовні цінності привертали увагу німців з різних соціальних шарів. Аденауер виступав за ринкову економіку. Ознайомившись з лекціями баварського професора-економіста Людвіга Ергарда, він разом з представниками ХДС узяв на озброєння теорію соціального ринкового господарства.
Почалася холодна війна. Возз'єднання Німеччини відсувалося на невизначений час. Логіка політичного розвитку вела до формування західнонімецької держави. 23 травня 1949 прийнято Основний закон ФРН, а 15 вересня 1949 з перевагою в один голос федеральним канцлером був обраний 73-літній Конрад Аденауер.
У 1948 померла його дружина Августина. Він залишився в колі сімох дітей і численних онуків. У 1951—1955 одночасно займав і посаду міністра закордонних справ. Повернутися в міжнародне співтовариство було зовсім не просто — потрібно було перебороти відчуження країн, що постраждали від нацизму. Це стало головною метою дипломатії першого канцлера ФРН. Країна поступово скидала окупаційні пута та здобувала незалежність.
2 травня 1951 ФРН стала засновницею Європейського об'єднання вугілля та сталі — прообразу Євросоюзу. Аденауер здійснив перші офіційні візити в Париж, Рим, Лондон, а через два роки — до Вашингтона.
10 вересня 1952 в Люксембурзі він підписав угоду про репараційні платежі, у якій передбачалася допомога молодій державі Ізраїль. Переборюючи опір політичних супротивників, 5 травня 1955 ФРН стала членом НАТО. У тому ж році, зі вступом у силу Паризьких угод, підписаних 23 жовтня 1954, для ФРН закінчився період окупації. Майбутнє Європи канцлер бачив у сполученні різних типів економік, у постійному обміні духовними і культурними цінностями.
Виступаючи в бундестазі й пояснюючи причину незгоди з пропозиціями СРСР про скорочення озброєнь і закликаючи відхилити пропозиції фракції СДПГ про відмову від провадження в життя передбачених паризькими угодами заходів для ремілітаризації Західної Німеччини, Аденауер говорив: «Я, канцлер ФРН, як і раніше, проти демілітаризації країни… Ми подбаємо про те, щоб ні соціал-демократи, ні комуністи ніколи більше не прийшли до влади». При цьому він заявляв, що уряд Бонна за будь-яких обставин виконуватимиме військові зобов'язання, що випливають з паризьких угод.
У вересні 1955 відвідав з офіційним візитом Москву. Усі правила протоколу: ритуал почесної варти, виконання гімну республіки, підйом у Кремлі державного прапора ФРН — були дотримані.
Після війни в Аденауера з'явилися думки про можливість мирної взаємодії західних країн і СРСР. Ілюзії швидко розсіялися: світ розколовся на два табори з різними світоглядами, етичними цінностями та політичними завданнями. Протистояння двох систем наростало. У його епіцентрі виявилася розколота Німеччина. Аденауер твердо вирішив, що нейтральна позиція німців у такій ситуації неможлива: Німеччина буде із Заходом. У єдності з Заходом канцлер бачив і передумови вирішення питання про возз'єднання країни. Він виступав проти будь-якого компромісу з комуністичною ідеологією й планово-розподільчою системою господарювання. Об'єднану Німеччину бачив тільки в союзі з західним світом і відкидав усі плани її нейтралізації. Визнаючи роль Радянського Союзу у світі, його вплив на вирішення німецького питання, Аденауер пішов на встановлення дипломатичних, а потім і торговельно-економічних відносин з СРСР. На переговорах у Москві він шанобливо ставився до радянських керівників, не дозволяючи при цьому виходити за рамки рівноправності.

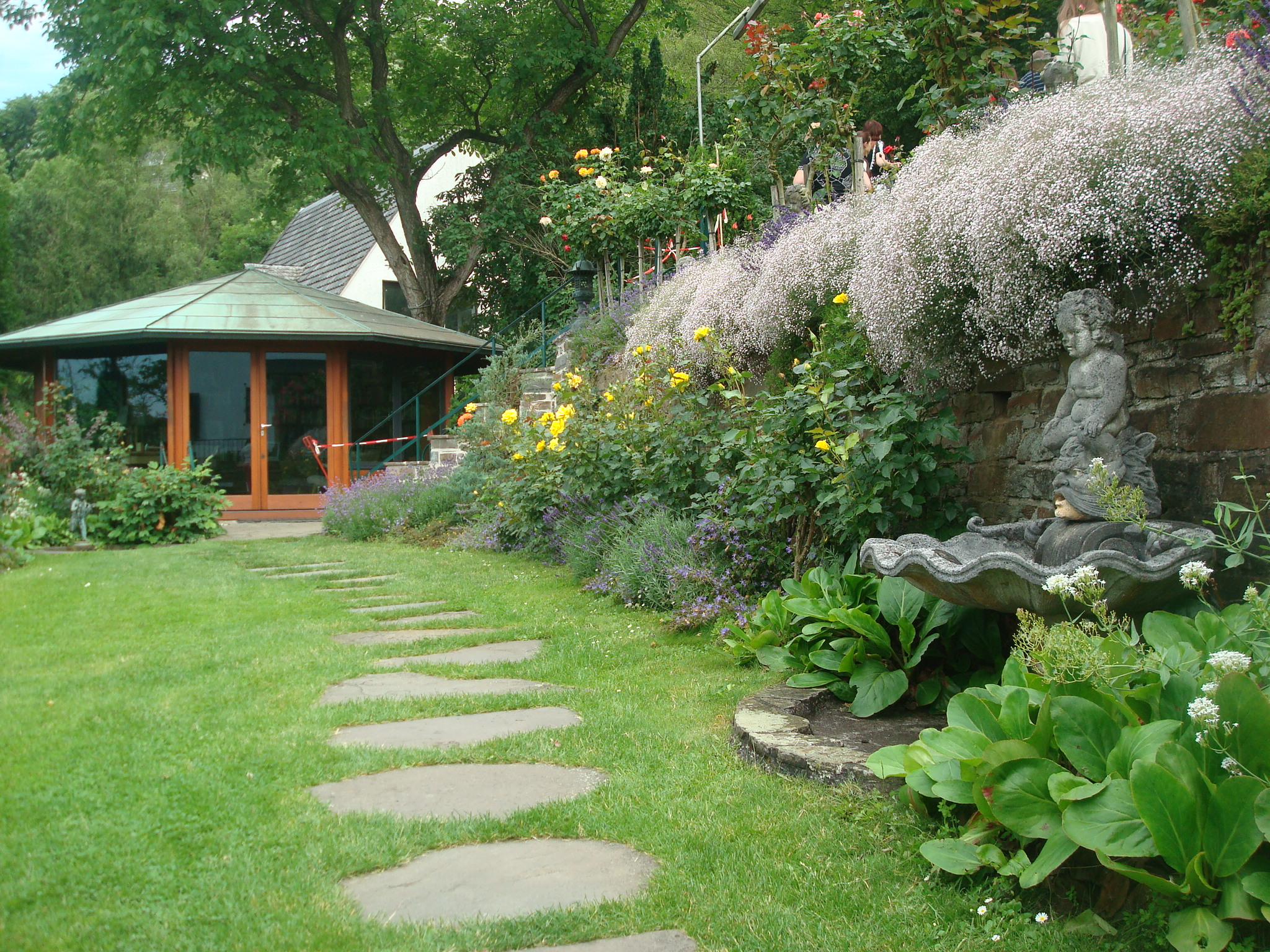
Альтанка у маєтку Конрада Аденауера в селі Рендорф

Переговори з Микитою Хрущовим пройшли успішно. Останні 10 тисяч німецьких військовополонених і 30 тисяч інтернованих повернулися на батьківщину. Між СРСР і ФРН були встановлені дипломатичні відносини. Авторитет Аденауера постійно ріс. ХДС/ХСС чотири рази підряд вигравали парламентські вибори. Керівники західних країн сприймали Аденауера як рівноправного та шановного партнера. Особливо тісні відносини склалися в Аденауера із Шарлем де Голлем. Вінцем дипломатичної кар'єри Аденауера стало 22 січня 1963, коли канцлер ФРН і президент Франції обійнялися на Єлисейських полях. Столітню міжнаціональну ворожнечу була переборено. Аденауер і де Голль підписали угоду про дружбу. «Не забувайте, — вимовив тоді Аденауер, — що я — єдиний німецький канцлер, який перед усе ставить єдність Європи, а вже потім своєї власної держави. Я готовий пожертвувати німецьким возз'єднанням, якщо ми створимо і увійдемо в сильний західний табір. У взаєморозумінні між Німеччиною та Францією знаходиться європейське майбутнє». У 1961 році Аденауер говорив: «Наша мета, щоб у майбутньому Європа стала єдиним домом для всіх європейців, щоб вона стала житлом волі».
Єдиною великою невдачею Аденауера була неможливість перешкодити зведенню Берлінської стіни, що роз'єднала німецьку державу.
15 жовтня 1963 пішов у відставку з посади федерального канцлера. Він керував країною 14 років. 15 жовтня 1963 виступив з останньою промовою як федеральний канцлер. Наступні чотири роки життя він провів у колі родини в Рендорфі, хоча й протягом трьох років продовжував очолювати ХДС.

### Аденауер і нацисти
Офіційно нацисти, викриті у злочинах, до державної діяльності не допускалися. Однак ті з них, за якими злочину не значилися, залучалися на державну службу. Аденауера справедливо звинувачували в тому, що нацисти входили до його уряду; найодіознішими з них були статс-секретар канцелярії Ганс Глобке (не член НСДАП, але в 1936 р. коментатор расових законів (Нюрнберзькі закони), що позбавляли євреїв громадянства та інших прав) та міністр у справах біженців, переселенців та постраждалих від війни Теодор Оберлендер, політичний керівник батальйону українських націоналістів «Нахтігаль». Незабаром після дозволу відкрити в ФРН МЗС у 1951 році, виявилося, що 2/3 його співробітників  — колишні нацисти. На реакцію соціал-демократів з цього приводу Аденауер відповів, що пора припинити «винюхування нацистів», після чого в травні того ж року був прийнятий закон, який відновлює майнові права членів НСДАП, включаючи пенсію. Роботодавці за цим законом були зобов'язані витрачати 20 % від їхніх коштів для працевлаштування нацистів.

### Завершення політичної кар'єри
Аденауер писав мемуари та доглядав за садом — він відомий не тільки як політик, але й як автор низки агрономічних нововведень. Він відрізнявся помірністю в усьому, прихильністю до родини й суворим самоконтролем. Щодня з 9 години ранку та до вечора працював у своєму кабінеті в палаці Шаумбург. Під час передвиборних кампаній він їздив країною, і люди охоче слухали його. Цей політик умів маневрувати, іноді хитрити, наполягати і переконувати, вислуховувати інших, а ухваливши рішення, жорстко вимагати його виконання, і в той же час не давати приводу для звинувачень у диктаторстві, порушенні конституції та демократичних норм.
19 квітня 1967 помер у віці 91 року. Перед смертю він встиг відвідати своїх давніх друзів-політиків у Парижі, Римі, Лондоні й Тель-Авіві. Він говорив: «Для мене найважливіше за все проста людина. Якщо мене розуміють, то моя ціль досягнута. Смерті не боюся, от тільки цікаво, що буде з Німеччиною і Європою, коли мене не стане». На церемонію поховання в Бонн прибули президент США Джонсон, генерал Шарль де Голль, прем'єр-міністр Великої Британії Вільсон, глави всіх західних європейських і більшості азійських, африканських і латиноамериканських країн.
Уміле використання складної зовнішньополітичної кон'юнктури висунуло Аденауера в число видатних діячів сучасності. Вінстон Черчилль твердив, що Аденауер — найрозумніший німецький державний діяч з часів Отто фон Бісмарка.

## Зображення

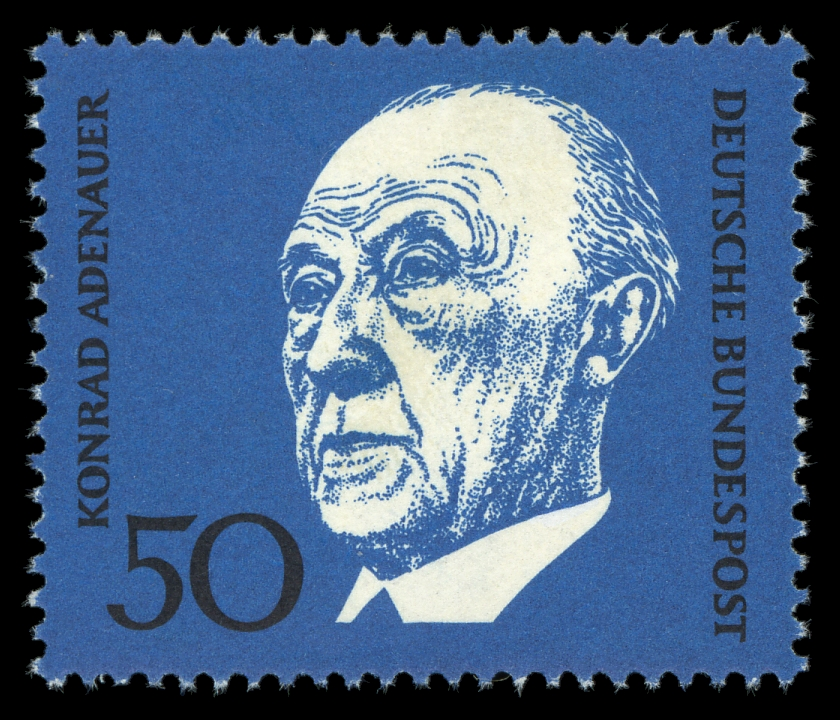
Поштова марка ФРН, присвячена К. Аденауерові, 1968, 50 пфенігів (Sc #982d)